# Saint-Étienne-de-Fougères
Saint-Étienne-de-Fougères település Franciaországban, Lot-et-Garonne megyében. Lakosainak száma 862 fő (2022. január 1.). Saint-Étienne-de-Fougères Fongrave, Monclar, Pinel-Hauterive, Sainte-Livrade-sur-Lot és Le Temple-sur-Lot községekkel határos.

## Népesség
A település népessége az elmúlt években az alábbi módon változott:
| Lakosok száma | 512  | 631  | 689  | 785  | 847  | 831  | 829  | 850  | 853  | 862  |
|               | 1968 | 1982 | 1990 | 2006 | 2013 | 2015 | 2017 | 2019 | 2020 | 2022 |